# پرستودریایی فورستر
پرستودریایی فورستر (نام علمی: Sterna forsteri) نام یک گونه از سرده پرستودریایی‌ها است.

## نگارخانه

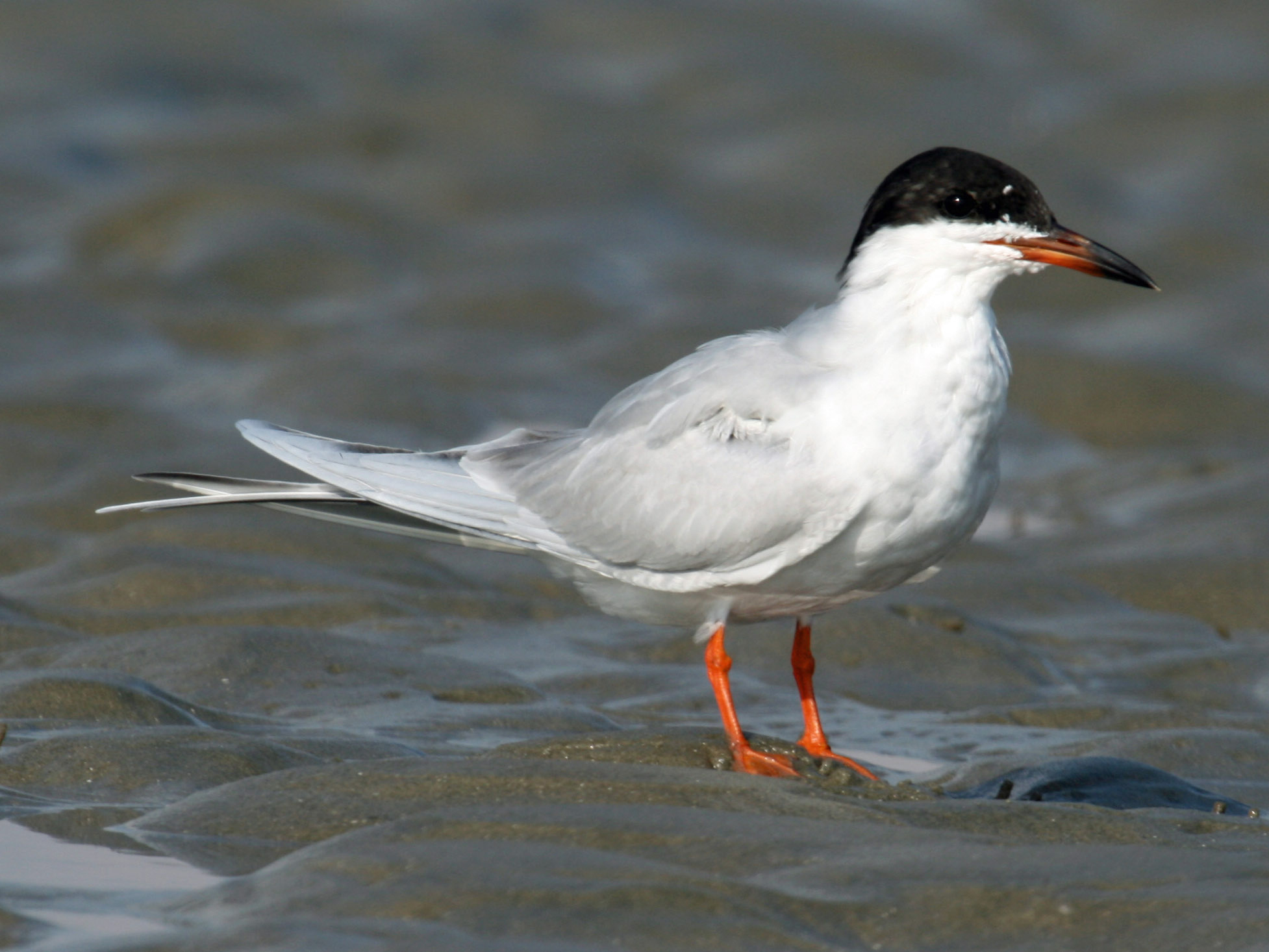
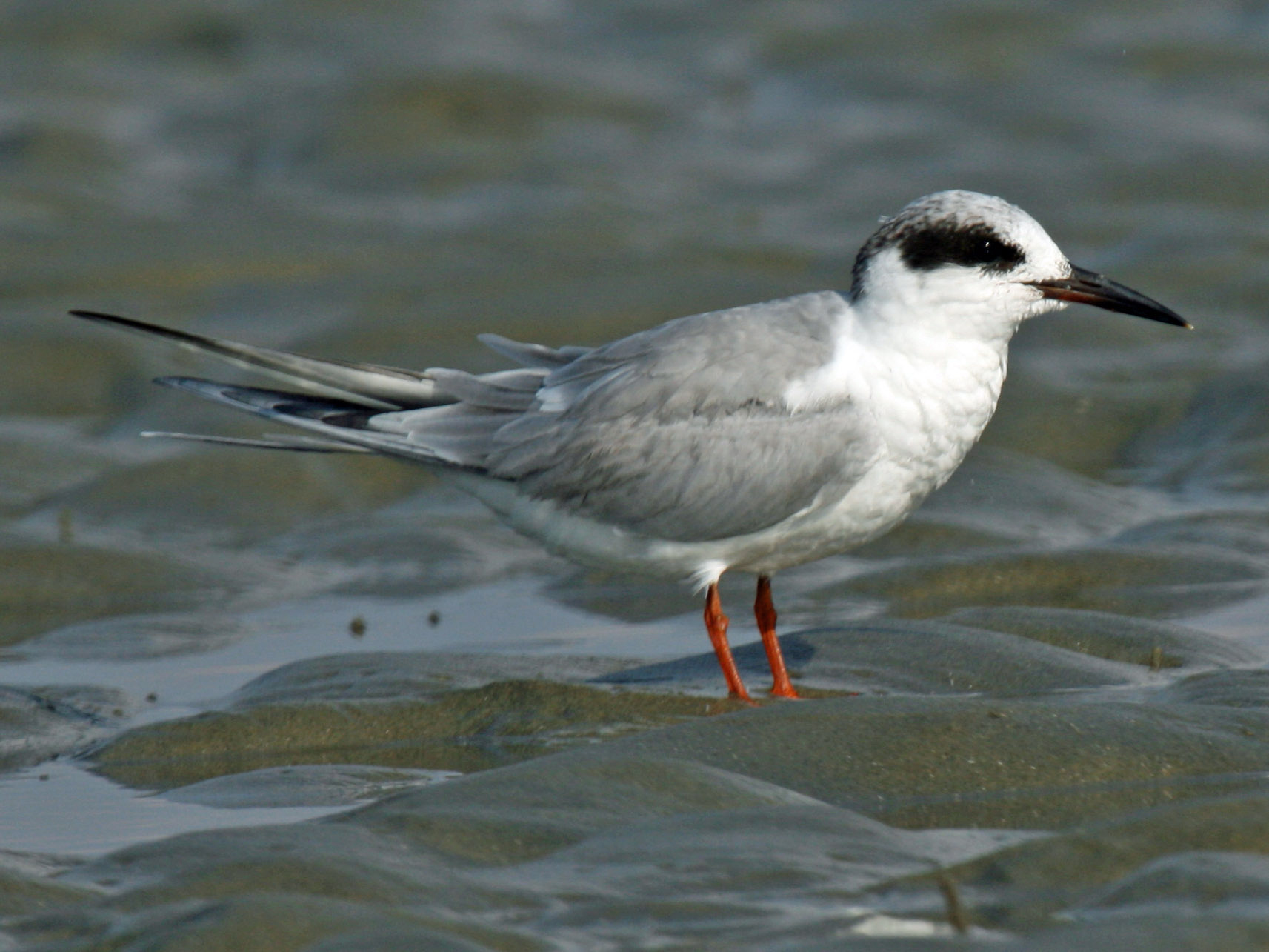
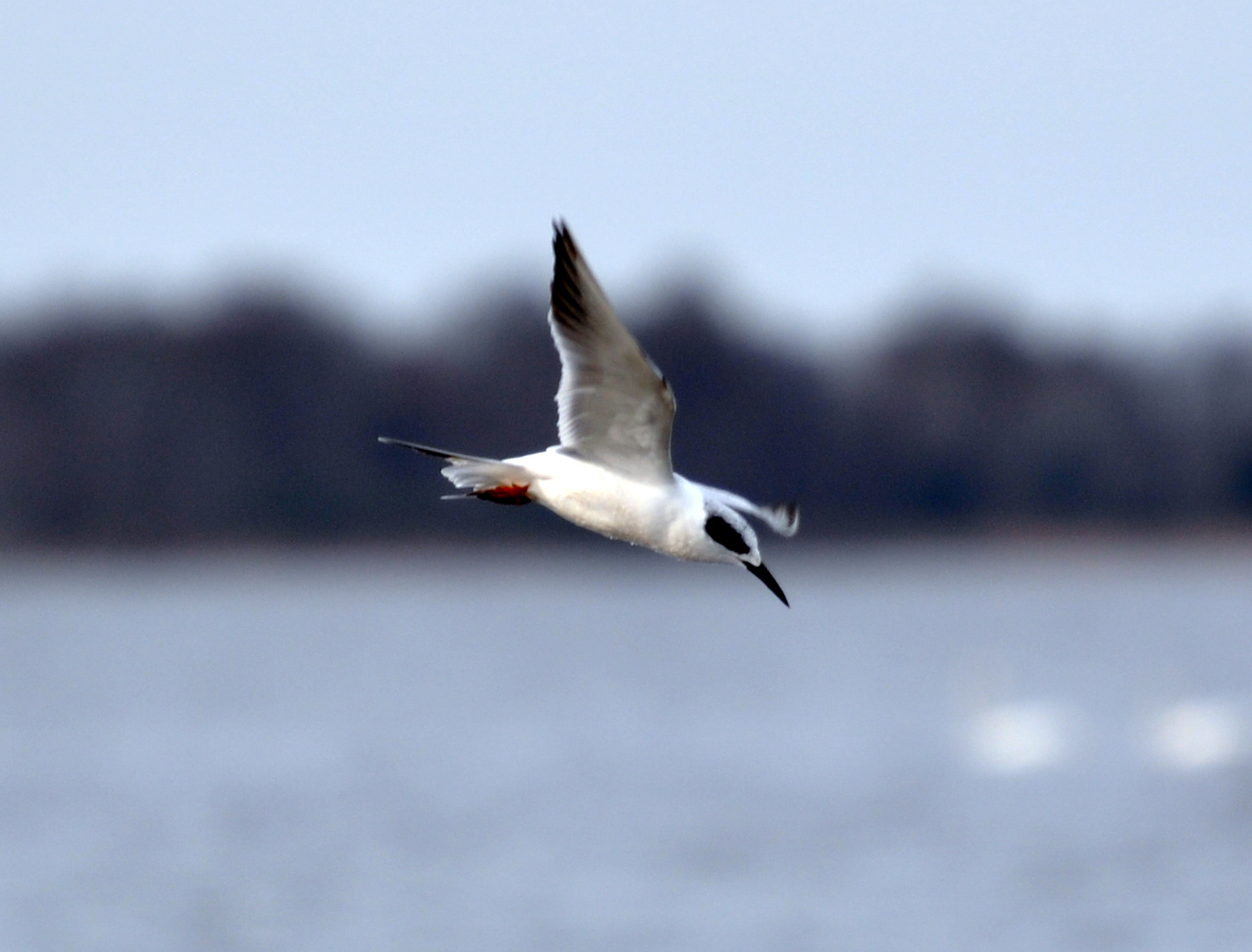
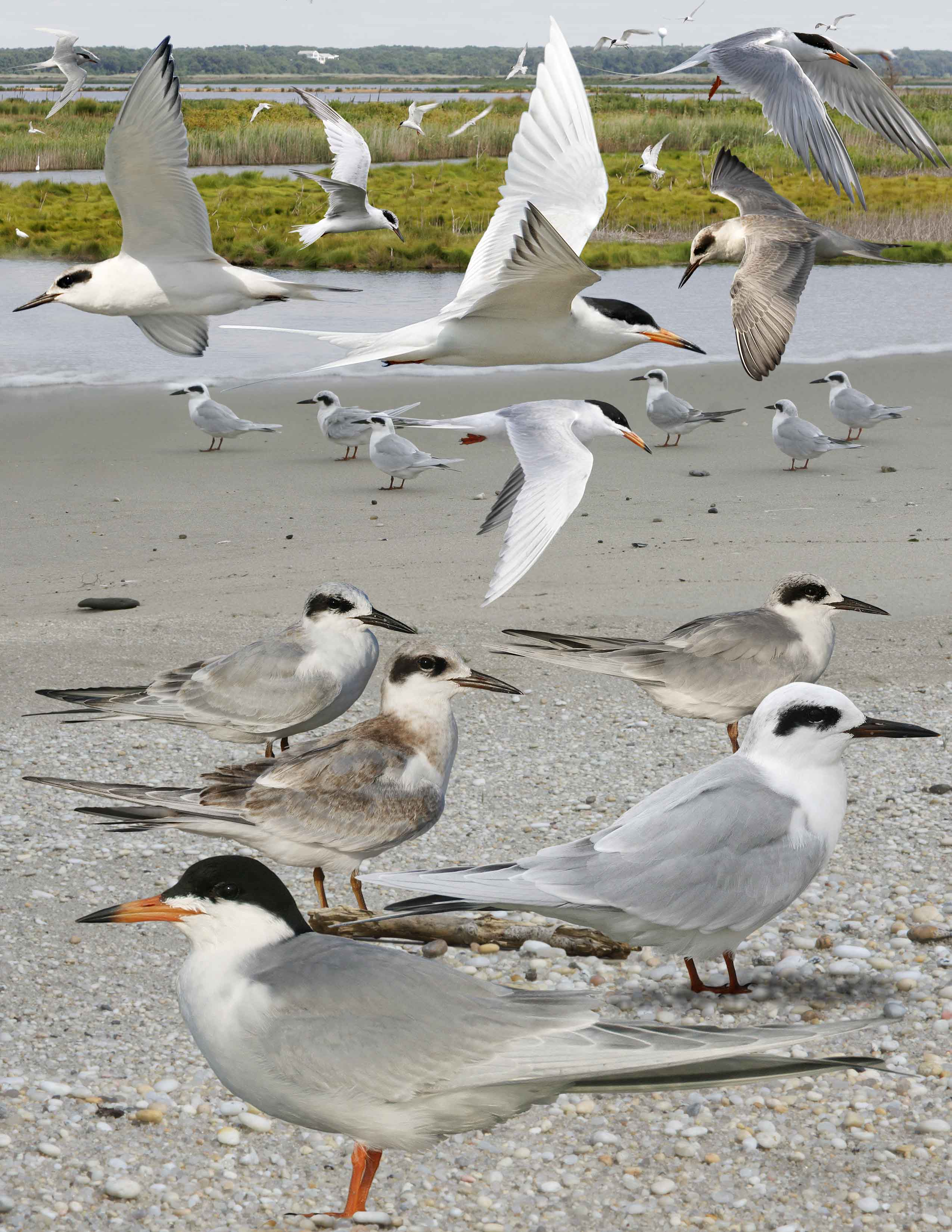